# ヴァード・リーグレ
ヴァード・リーグレ(伊: Vado Ligure)は、イタリア共和国リグーリア州サヴォーナ県にある、人口約8,200人の基礎自治体（コムーネ）。

## 地理

### 位置・広がり

#### 隣接コムーネ
隣接するコムーネは以下の通り。
- ベルジェッジ
- クイリアーノ
- サヴォーナ
- スポトルノ
- ヴェッツィ・ポルティオ

### 地震分類
イタリアの地震リスク階級 (it) では、3 に分類される
。

## 行政

### 分離集落
ヴァード・リーグレには、以下の分離集落（フラツィオーネ）がある。
- Porto Vado, Sant'Ermete, San Genesio, Segno, Valle di Vado

## 姉妹都市
- La Ravoire、フランス 2002年